# Мачелло
Мачелло (італ. Macello, п'єм. Masel) — муніципалітет в Італії, у регіоні П'ємонт,  метрополійне місто Турин.
Мачелло розташоване на відстані близько 530 км на північний захід від Рима, 34 км на південний захід від Турина.
Населення — 1224 особи (2014).
Щорічний фестиваль відбувається 22 липня. Покровитель — Santa Maria Maddalena.

## Демографія
Населення за роками:

Станом на 1 січня 2023 року в муніципалітеті офіційно проживало 65 іноземців з 8 країн, серед них 39 громадян країн Євросоюзу та 1 громадянин України.

## Сусідні муніципалітети
- Буріаско
- Кавур
- Гарцильяна
- Пінероло
- Вігоне